# Història del dret català

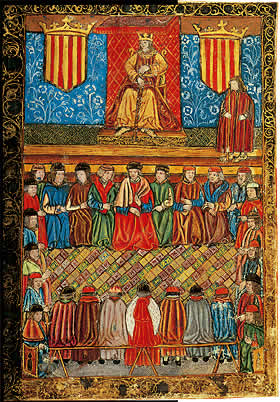
Les Corts Catalanes segons una miniatura d'un incunable del

El dret català inicia el seu recorregut històric amb el Liber Iudiciorum, una compilació del dret romà vigent a Hispània duta a terme el segle vii per ordre del rei visigot Recesvint.
El dret català actual es fonamenta en els drets històrics que el Principat de Catalunya va tenir en els temps de la Corona d'Aragó i es veuen plasmats en el Pacte de Tortosa (1869) i les reclamacions del Memorial de Greuges (1885), les Bases de Manresa (1892) i els darrers Estatuts d'autonomia.
La següent cronologia organitza les bases del dret català i les seves institucions a les etapes de la Història de Catalunya.

## Cronologia del dret català

### Edat mitjana
- Cort Comtal de Barcelona - segle xi.
- Sota la presidència de l'abat Oliba, té lloc a Toluges (Rosselló), la primera Pau i Treva de Deu - 1027.
- Usatges de Barcelona - segle xii.

Unió dinàstica. Naixement de la Corona d'Aragó

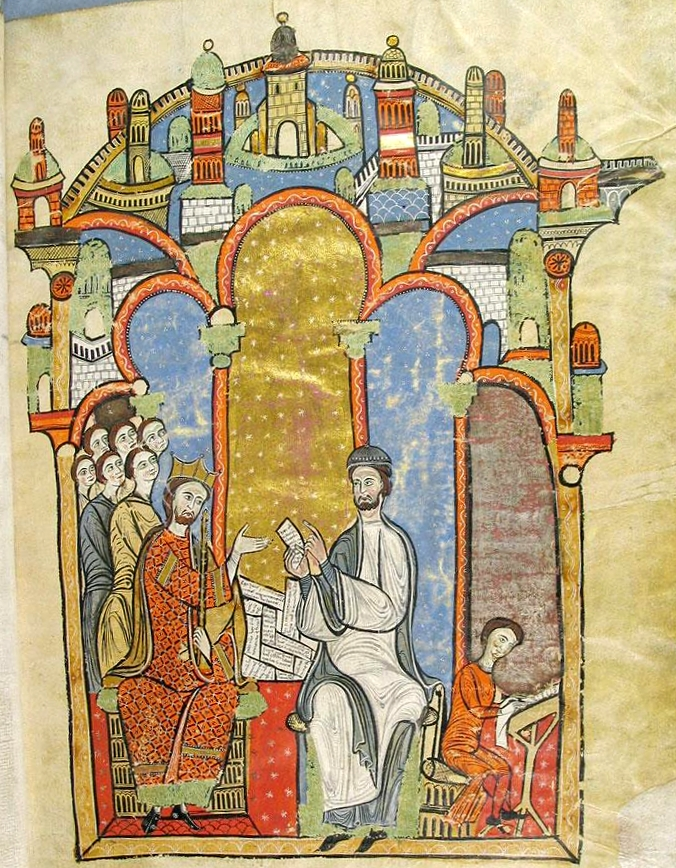
Una de les il·lustracions del Liber feudorum maior que representa al rei Alfons el Cast i al compilador Ramon de Caldes.

- El comte de Barcelona Ramon Berenguer IV (1131 - 1154) rep, mitjançant donació, la propietat del Regne d'Aragó de part del rei Ramir II, així com la seva filla Peronella. Governarà el nou regne com a príncep (sobirà) i el 1150 es casarà amb Peronella. S'estableix la unió dinàstica que s'anomenarà posteriormet Corona d'Aragó - 1137.
- Assemblea de Pau i Treva de Fondarella, convocada per Alfons I, en que defineix l'espai territorial dels acords presos per aquestes assemblees com «la terra que va des de Salses fins a Tortosa i Lleida» («de Salsis usque Dertusam et Ilerdam cim suis finibus»), en posteriors ratificacions, aquest espai territorial s'entendrà definit com el de Catalunya - 1173.
- Liber feudorum maior, cartulari que recull els documents referents als dominis de la casa comtal de Barcelona i la resta de cases comtals que s'integraren en ella. Alfons I encarregà la compilació al jurista i degà de l'església de Barcelona Ramon de Caldes, amb la intenció de senyorejar el país, fraccionat pels senyors feudals - 1192.[1]

Jaume I
- Jaume I estableix el sagramental, origen del sometent - segle xiii.
- Jaume I promulga a Xàtiva el primer Costum de València - 1238.
- Jaume I institucionalitza el Sometent - segle xiii.
- El jurista i eclesiàstic Pere Albert, relligant el dret romà amb els usos i costums catalans, escriu el Tractatus de consuetudinibus Cathaloniae inter dominos et vassallos, després traduïda i coneguda en català com a Commemoracions de Pere Albert. La seva obra va contribuir a definir els diversos estatus legals de la pagesia catalana, distingint a tal efecte entre la Catalunya Vella i la Catalunya Nova. - 1250.[2]
- Davant de les disputes entre juristes sobre l'aplicació de la llei visigoda o el dret romà, les Corts Catalanes celebrades a Barcelona el 1251 estableixen la prioritat dels Usatges de Barcelona, i en defecte d'aquests caldria recórrer als costums provats o al seny natural - 1251.[3]
- Els representants de Jaume I i de Lluís IX de França signen el Tractat de Corbeil, segons el qual el Regne de França renuncia a qualesevol pretensió històrica que pogués tenir sobre els comtats catalans, a canvi de renunciar a Occitània - 1258.[4]

Aparició del dret marítim internacional a terres catalanes
- Tribunal de la Carta Consular de Barcelona - 1258.[5]

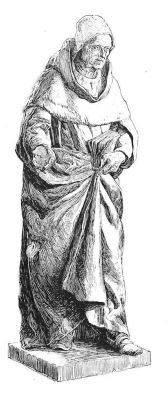
El jurista i eclesiàstic Pere Albert, autor de les Commemoracions.

- Creació del Consell de Cent - l'any 1265, per tal assistir els consellers i els oficials reials en casos referents a la defensa de la ciutat de Barcelona i les seves possessions.
- Comuna del Camp - 1274.

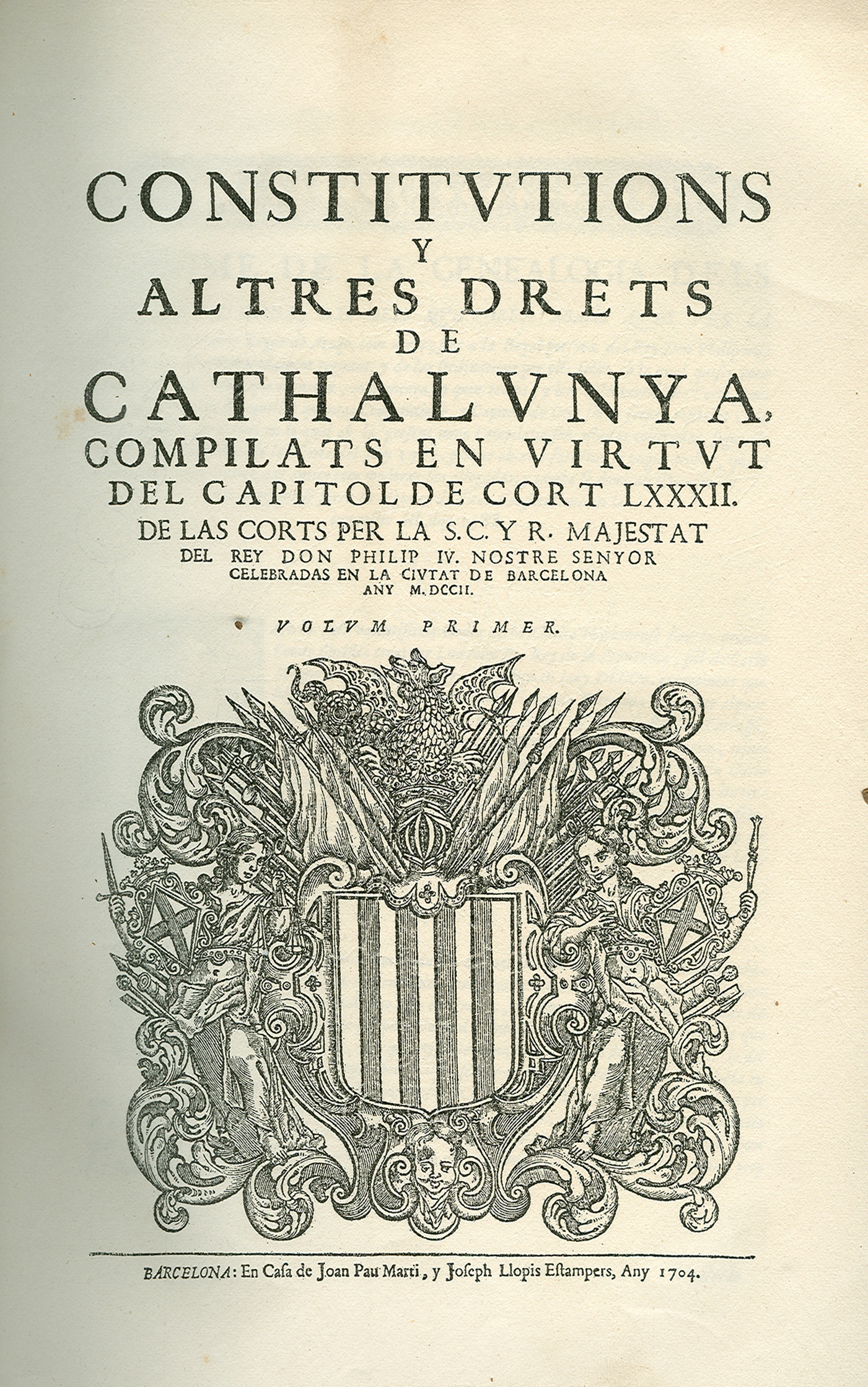
El Memorial de Greuges (1885) i les Bases de Manresa (1892) ja reclamaven els drets històrics de les Constitucions catalanes (Compilació de 1704 de les constitucions).

- Constitucions catalanes de les Corts de Barcelona de 1283 amb el Privilegium Magnum: el rei no podrà imposar nous impostos sense aprovació de les Corts. Així mateix, són el primer parlament europeu en que el rei necessita l'aprovació i que dicta unes constitucions amb un rang superior al dels edictes reials i que obliguen per tant al propi rei:

«Volem, statuïm e ordenam: que si nós o los successors nostres constitutió alguna general o statut fer volrem en Cathalunya, aquella o aquell façam de approbatió e consentiment dels prelats, dels barons, dels cavallers e dels ciutadans de Cathalunya, o ells apellats, de la major e de la pus sana part de aquells».(lib. 1.tit.15.const.1.pag.43)
- Pere II autoritza la instal·lació del Consolat de Mar a la ciutat de València - 1283.
- Jaume III de Mallorca autoritza la instal·lació del Consolat de Mar a la ciutat de Mallorca - 1283.
- Jaume el Just ocupa l'illa de Sardenya - 1291 - 1327 i més tard engrandeix els seus dominis amb els ducats Atenes i Neopàtria. Els Usatges de Barcelona s'estenen als nous dominis grecs.
- Diputació del General, òrgan permanent representatiu dels braços del Principat de Catalunya, amb el diputat eclesiàstic Berenguer de Cruïlles com a primer President de la Generalitat de Catalunya - 1359.
- Fundació del Consolat de Mar a Tortosa - 1363.
- Fundació del Consolat de Mar a Girona - 1385.
- Joan I autoritza la fundació del Consolat de Mar a Perpinyà - 1388.

### Edat moderna
- Al Compromís de Casp sobre la successió de Martí l'Humà trien com a successor Ferran d'Antequera, de la dinastia dels Trastàmara, nebot de Martí i germà d'Enric III de Castella - 1412.
- Ferran I crea el títol de Príncep de Girona - 1416.

Sacri Senatus Cathaloniae Decisiones (1639), compilació del jurista Pere Fontanella. Portada de l'edició de 1735.

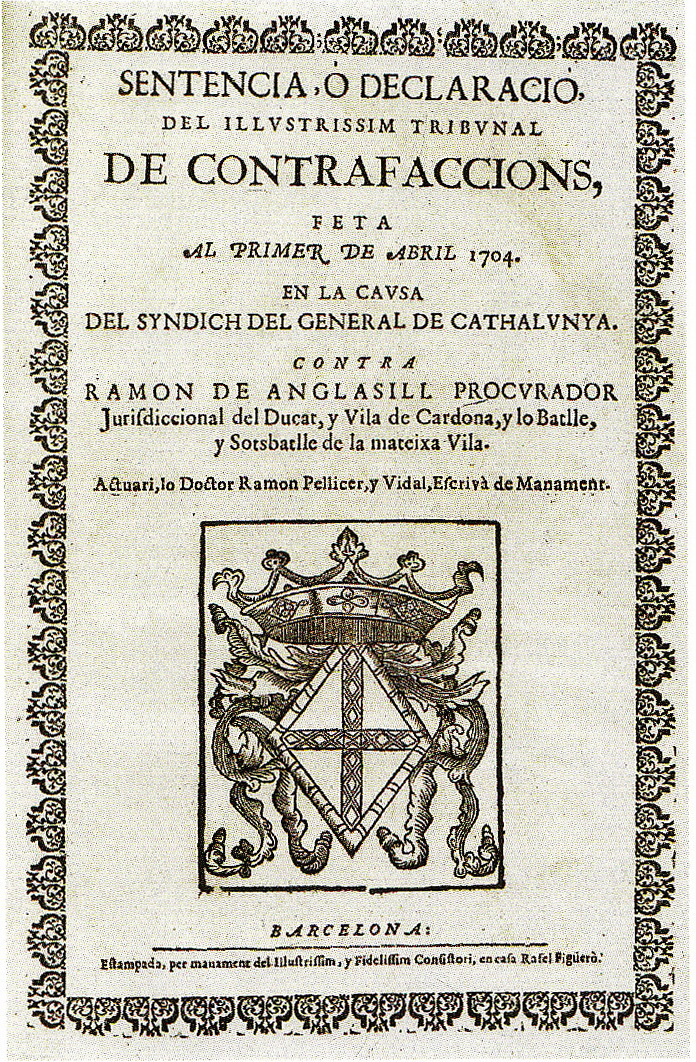
Sentència del 1704 del Tribunal de Contrafaccions, poc després de ser establert.

- Fundació del Consolat de Mar a Sant Feliu de Guíxols - 1443.
- La Reina Joana Enríquez, en nom de Joan II i els representants de la Diputació del General signen a Vilafranca del Penedès la Capitulació de Vilafranca, amb la qual es reconeix el Consell del Principat, el nomenament de Carles, Príncep de Viana, com a lloctinent de Catalunya i la prohibició del rei d'entrar al Principat sense permís de la Diputació. Es considera un triomf de les tesis pactistes - 1461.
- Guerra civil catalana entre Joan II i la Diputació del General. La guerra deixa el país exhaust, sense donar resposta a les reivindicacions populars - 1462.
- Fundació del Consolat de Mar a Montpeller - 1463.
- Fundació del Consolat de Mar a Marsella - 1474.

Unió dinàstica amb Castella

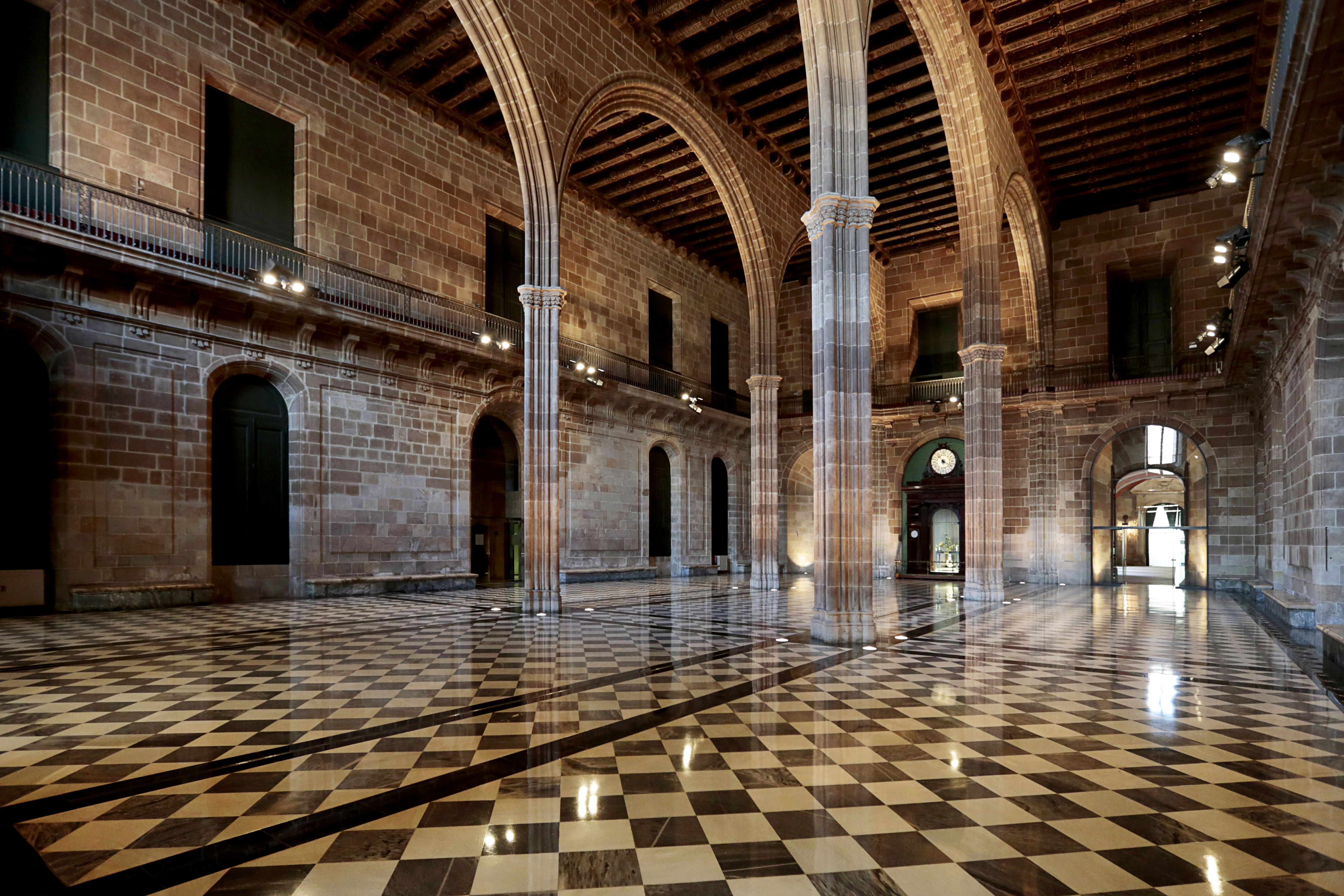
Interior de la Llotja de Mar, antiga seu del Consolat de Mar de Barcelona.

- Unió dinàstica de la Corona d'Aragó amb la Corona de Castella - 1474 en casar-se secretament, l'any 1469, Ferran II amb Isabel de Castella. Les dues corones mantenen les seves característiques econòmiques (moneda pròpia), territorials (fronteres) i culturals (idioma) i, sobretot, es conserven les tradicions legals i institucionals. És la data reivindicada per alguns, no sense discussió, com la del naixement d'Espanya.
- Contractes d'assegurança marítima a Catalunya, dels més antics que es conserven - 1476.
- Les Corts Catalanes presidides per Ferran II aproven la Constitució de l'Observança, amb el que s'estableix el sotmetiment nominal del rei i els seus oficials a les lleis del Principat - 1481.
- Ferran el Catòlic signa la Sentència de Guadalupe, per tal de donar solució als conflictes que havien motivat les dues guerres remences. Apareixen els pagesos benestants, que treballen sota el règim d'emfiteusi (usdefruit de la terra a perpetuïtat) i viu als masos - 1486.[6]
- Instauració de la Inquisició espanyola a Catalunya - segle xv i consegüent ...
  - Decret d'expulsió dels jueus que provoca la seva persecució i exili - 1492.
- Establiment del Reial Audiència de Catalunya, essent el tribunal suprem del Principat - 1493.

Regnat dels Àustries
- Fundació del Consolat de Mar a Bilbao - 1511.
- Fundació del Consolat de Mar a Sevilla - 1543.
- A les Corts Catalanes de 1599, presidides per Felip III, es clarifica el criteri de prelació de la legislació: - Drets locals, escrits o no - Dret territorial (Usatges, Constitucions i Capítols) - Dret Canònic - Dret Civil (Dret Comú). Així mateix, s'establí l'obligatorietat dels notaris catalans de conèixer a les persones que fessin de testimoni i a no donar per vàlids els actes que no tinguessin la solemnitat precisa - 1599.[7]
- Decret d'Expulsió dels moriscos, que accentua la crisi demogràfica, especialment la del Regne de València - 1610.
- El jurista i polític Joan Pere Fontanella publicà De pactis nuptialibus sive capitulis matrimonialibus tractatus, en el que tractà sobre les capitulacions matrimonals en el dret català, essent considerat font d'interpretació del dret en causes a Catalunya fins a la compilació de 1960 - 1612.[8]
- El comte-duc d'Olivares, vàlid de Felip IV, intentarà imposar de les lleis de Castella, els quints (impost a pagar que equivalia a una cinquena part de les rendes dels municipis catalans) i el que més tard es coneixeria com la Unió d'Armes, la creació d'un únic exèrcit distribuït per tots els regnes.
- Joan Pere Fontanella publicà el Sacri Senatus Cathaloniae Decisiones, recull de jurisprudència de sentències de la Reial Audiència de Catalunya - 1639.

Guerra dels Segadors
- Amb l'esclat del conflicte polític i militar que donaria lloc a la Guerra dels Segadors (640-1652) el 94é President de la Generalitat de Catalunya, Pau Claris, convoca la Junta de Braços, iniciant una sèrie de mesures revolucionàries que pretenen respondre a la previsible agressió militar i reformar la vida política del país - 10 de setembre de 1640.
- La Junta de Braços, presidida per Pau Claris, proclama la República Catalana sota la protecció de França - 16 de gener de 1641.
- Pacte de la Péronne: acord d'unió personal del Principat de Catalunya amb el Regne de França. El document consisteix en 14 punts, els quals garanteixen, entre d'altres, l'observància de les constitucions, no separar mai els comtats de Rosselló i Cerdanya del Principat, el jurament reial d'una Constitució de l'Observança reformada, l'aprovació parlamentària de la política fiscal o limitar la Inquisició a temes de fe - 19 de setembre de 1641.
- Lluís XIII de França jura les Constitucions Catalanes, essent nomenat Comte de Barcelona com a Lluís I - 30 de desembre de 1641.
- Tractat dels Pirineus, en què la Monarquia Hispànica i França acorden, sense informar a la Generalitat, el repartiment del Principat de Catalunya - 1659.

Abolició del Principat com a entitat política separada
- Fundació del Consolat de Mar a Sant Sebastià - 1682.

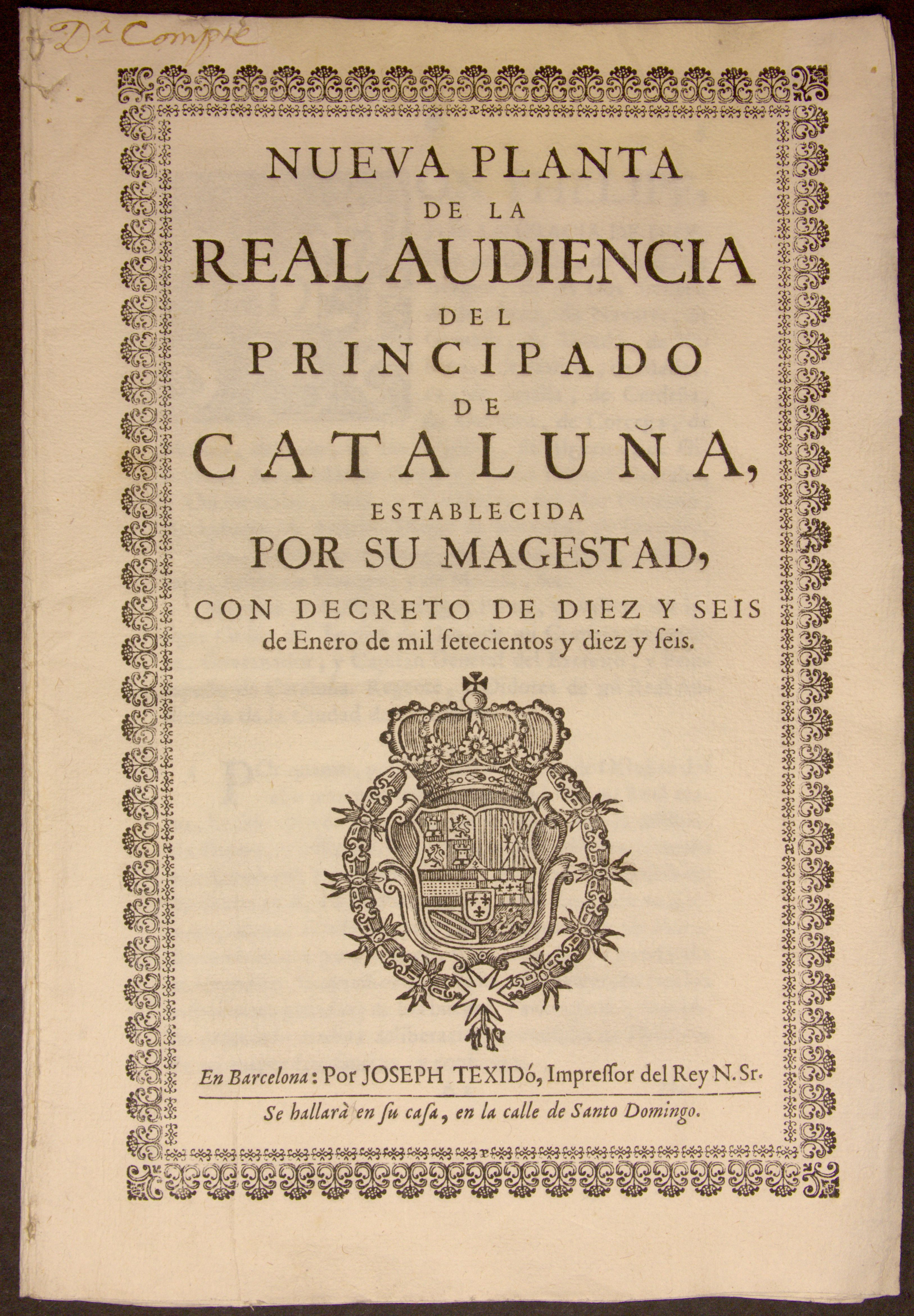
El Decret de Nova Planta de 1716 aboleix les principals institucions i dret públic del Principat de Catalunya, reformant la Reial Audiència. Acaba, doncs, amb el sistema polític pactista i l'estatus separat del que gaudia Catalunya.

- Les Corts Catalanes celebrades a Barcelona i presidides per Felip V institueixen el Tribunal de Contrafaccions, òrgan judicial paritari entre el rei i els braços que s'encarrega de resoldre qualsevol acció per part del rei, o dels oficials del rei, contrària a l'ordenament constitucional català - 1702.
- Les darreres Corts Catalanes, celebrades a Barcelona el 1705-1706, reconeixen com a rei el pretenent Habsburg Carles III i aproven per pressió del rei que els Borbons no podran ser mai comtes de Barcelona. Aquesta constitució va ser força discutida, per anar contra l'esperit del pactisme. Així mateix, aproven la inviolabilitat de correspondència i la millora del Tribunal de Contrafaccions, representant, en conjunt, una posada al dia del constitucionalisme català - 31 de març de 1706.[9]
- El Decret de Nova Planta - 1716 deroga de fet les Constitucions de Catalunya de forma il·legal, ja que, segons les mateixes constitucions, com a dret paccionat no podien contradir-se per decrets o sentències reials:

...Statuim i ordenem que les Constitucions de Cathalunya, Capitols, y Actes de Corts no pugan esser revocades, alterades, ni suspeses, sinó en Corts Generals i si lo contrari sia fet no tinga ninguna força ni valor (lib. 1.tit.17.const.19.pag.52)
El Decret aboleix el dret polític i administratiu emanat de la legislació del Principat, així com les seves institucions principals encarregades tant d'aprovar-lo i d'implementar-lo: Les Corts Catalanes, la Generalitat i el Consell de Cent. Reforma la Reial Audiència, configurant-se en el nou centre de poder polític de Catalunya i expressió del nou sistema absolutista al país. No obstant, es mantenen el dret civil, mercantil i penal català.

### Edat contemporània
- Creació de les Esquadres de Catalunya - 1719.[10]
- Disposició reial per la qual s'introdueixen a Catalunya els protocols notarials castellans, amb les matrius originals de les escriptures i la redacció única del document - 1755.
- Decret de la rabassa morta.  Els propietaris de les terres es consideraven perjudicats per la millora dels mètodes agrícoles que perllongaven la vida dels ceps, mentre l'arrendament perdia valor si s'estenia per diverses generacions. El conflicte fou resolt a favor dels propietaris per l'Audiència de Barcelona, que fallà el 1756 que el contracte es dissolia per la mort dels ceps o als cinquanta anys - 1756.
- L'Avalot de les quintes, contra el sistema castellà imposat a Catalunya pel qual un de cada cinc minyons s'incorpora de manera obligada a l'exèrcit espanyol, fa evidents les discrepàncies internes entre els dirigents espanyols i la societat catalana, lligada encara a les seves formes de dret anteriors al Decret de Nova Planta - 1773.
- Prohibició de l'ensenyament en català - 1773.
- Decret de llibertat de comerç amb Amèrica - 1784.

La Guerra del Francès i la restauració de l'absolutisme

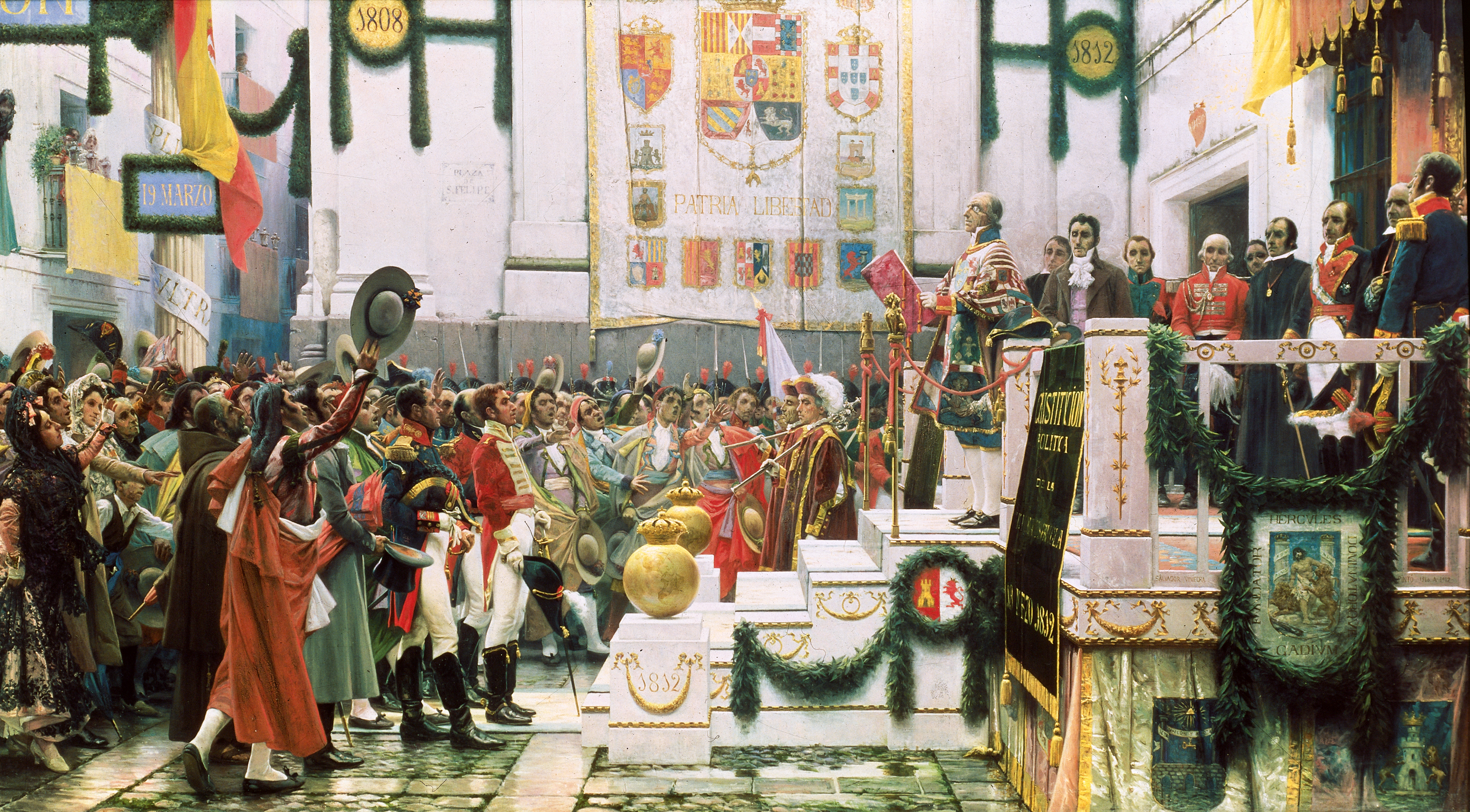
Declaració de la Constitució de 1812 per les Corts de Cadis.

- L'emperador francès Napoleó I concedeix un govern propi a Catalunya, depenent directament de l'emperador. Política conciliatòria del governador Augereau. La Junta Superior de Govern del Principat de Catalunya, lleial a la monarquia borbònica reclama la restitució dels furs i privilegis - 1810.
- Napoleó incorpora el Principat a l'Imperi francès. Catalunya es divideix en quatre departaments: Montserrat amb capital a Barcelona, Boques de l'Ebre, Segre i Ter. El Codi Civil francès (o Codi Napoleònic) es tradueix al català a instàncies del Baró de Gerando, intendent dels departaments del Ter i del Segre. No arribà mai a ésser promulgat al Principat perquè la majoria dels juristes catalans s'hi oposaren, especialment per la supressió dels fideïcomisos establerts al dret català - 1812.
- Constitució de Cadis: Les Corts d'Espanya assumeixen la sobirania i el dret d'elaborar lleis segons els principis fonamentals del liberalisme: sobirania nacional, divisió de poders, llibertats personals i públiques, i igualtat davant la llei, promogudes per la Revolució Francesa - 1812.
- Retorn de Ferran VII al poder: Fi de la Guerra del Francès, restableix l'absolutisme i invalida la Constitució de les Corts de Cadis - 1814.
- Trienni Liberal - 1820 a 1823. El monarca jura la Constitució i s'engega un procés reformista que aboleix el règim senyorial, suprimeix els delmes i preveu desamortitzacions.
- Unificació del dret penal espanyol, provocant l'abolició definitiva del dret penal català - 1822.
- Dècada Ominosa - 1823 al 1833, Ferran VII, amb el suport del clergat i els sectors conservadors de la societat, aconsegueix restablir la monarquia absoluta i els darrers intents de resistència del règim liberal emanat la Constitució de Cadis queden del tot ofegats.
- Promulgació del primer codi de comerç espanyol, es deroga el dret mercantil català - 1828.

Liberalisme i carlisme

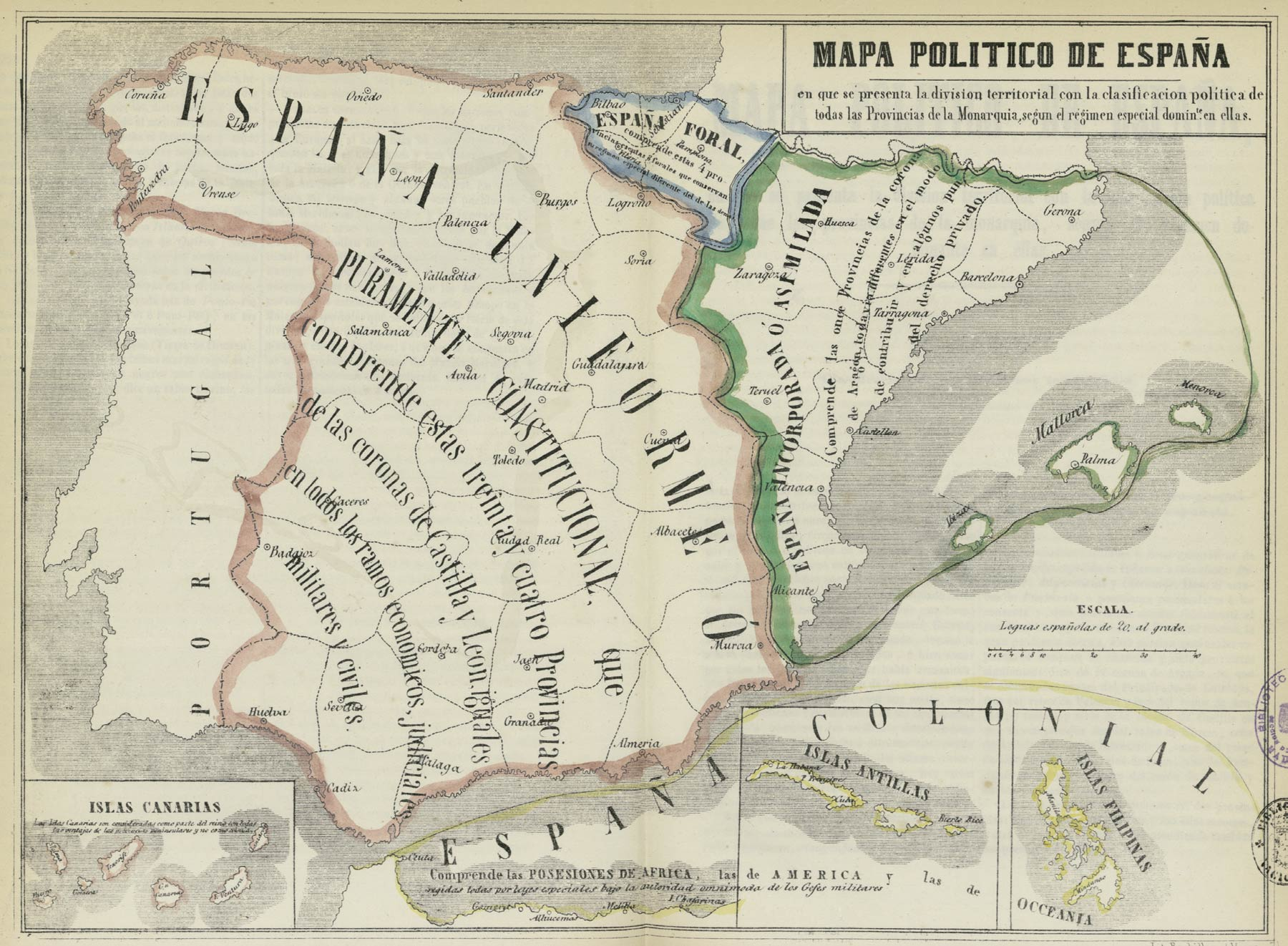
Mapa polític d'Espanya de 1852, per Jorge Torres Villegas. El mapa identifica políticament els territoris «purament constitucionals» (antiga Corona de Castella), els territoris «forals» (País Basc i Navarra), els territoris «colonials» (Marroc, Filipines i Cuba) i els «territoris assimilats» (antiga Corona d'Aragó).

- Decret del ministre Javier de Burgos, establint la divisió provincial de l'estat espanyol. El Principat de Catalunya queda dividit en les províncies de Barcelona, Girona, Lleida i Tarragona - 1833
- Desamortització de Mendizábal - 1836, se subhasta el patrimoni dels clergues entre la burgesia urbana i rural, el qual pretén dinamitzar la producció agrària i consolidar la propietat privada.
- Abolició definitiva del règim senyorial a Espanya - 1837.
- Aixecament de Barcelona contra Espartero i bombardeig de la ciutat. Suspensió temporal de les garanties constitucionals a la província de Barcelona - 1842.
- La Revolució de Setembre (la Gloriosa) encapçalada pel general Prim, enderroca la monarquia dels Borbó i la reina Isabel II marxa a l'exili, inaugurant el període conegut com a Sexenni Democràtic (1868-1874). S'estableix un govern provisional presidit pel general Francisco Serrano - 1868.
- Implantació de la pesseta que acaba amb les darreres monedes catalanes - 1868.
- Constitució espanyola de 1869 que estableix un sistema polític liberal democràtic per primera vegada a l'estat espanyol: instaura el sufragi universal masculí i les lliberats individuals - 1869.

Promesa de restauració de les Constitucions catalanes i Primera República Espanyola
- Abdicació d'Amadeu I d'Espanya i proclamació de la Primera República Espanyola. Primer període republicà a Espanya amb corrents federals - 11 de febrer de 1873.
- Cop d'Estat del general Pavia que instaura Alfons XII com a rei d'Espanya. Restauració monàrquica borbònica, que durarà fins al 1931 - 1874.
- El pretenent carlí Carles VII signa un decret a Estella pel qual restableix la Generalitat, li atorga un llistat de competències polítiques i es compromet a la restitució de les Constitucions catalanes. La Generalitat carlina s'instal·la provisionalment a Sant Joan de les Abadeses - 1874.

Catalanisme

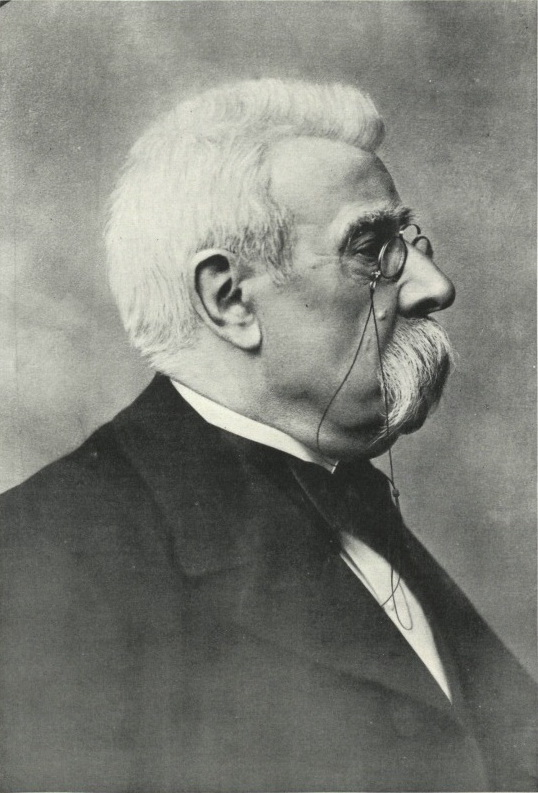
Manuel Duran i Bas, jurisconsult que defensà amb èxit el manteniment del dret civil català durant la redacció del Codi Civil espanyol de 1889.

- Congrés Català de Jurisconsults a favor del dret civil català - 1881.
- Segon Congrés Catalanista, congrés del republicanisme federal d'on surt un projecte de Constitució de l'Estat català dins la Federació espanyola. Acord de no-militància ni col·laboració amb els partits espanyols - 1883.
- El jurisconsult Manuel Duran i Bas defensa com a ponent al congrés de juristes espanyols el manteniment dels drets civils com a drets forals dels territoris on encara es mantenia, entre ells Catalunya, davant la redacció del nou Codi Civil espanyol, el qual fou finalment promulgat el 1889. Finalment, el Codi Civil va incloure un apèndix en el que es respectaven els drets forals que estiguessin vigents, aplicant-se el Codi només com a supletori en aquests territoris - 1885.[11]
- Les Bases de Manresa per la Constitució Regional Catalana. Tornen a reclamar el restabliment d'un poder autònom per a Catalunya, amb competència exclusiva del dret civil català - 1892.

### Segle XX
- Establiment de la Mancomunitat de Catalunya. Catalunya recupera la unitat administrativa perduda el 1833, tot i que la institució no posseeix poder legislatiu o polític, només pot aprovar normativa administrativa, en el mateix rang que les diputacions provincials - 1914.
- Primer projecte d'Estatut d'Autonomia de Catalunya, que no s'arribà a aprovar a les Corts Generals - 1919.
- La CNT convoca la Vaga de la Canadenca, l'Estat decreta l'estat de guerra. Acaba per aconseguir la jornada laboral de vuit hores, fita del dret laboral a l'estat espanyol - 1919.
- La dictadura de Primo de Rivera aboleix la Mancomunitat de Catalunya - 1925
- Pacte de Sant Sebastià per enderrocar la monarquia borbònica i establir la República Espanyola. S'hi pacta la provisió d'autonomia per a Catalunya amb els partits catalanistes - 1930.

República Catalana de Francesc Macià i el primer Estatut d'Autonomia

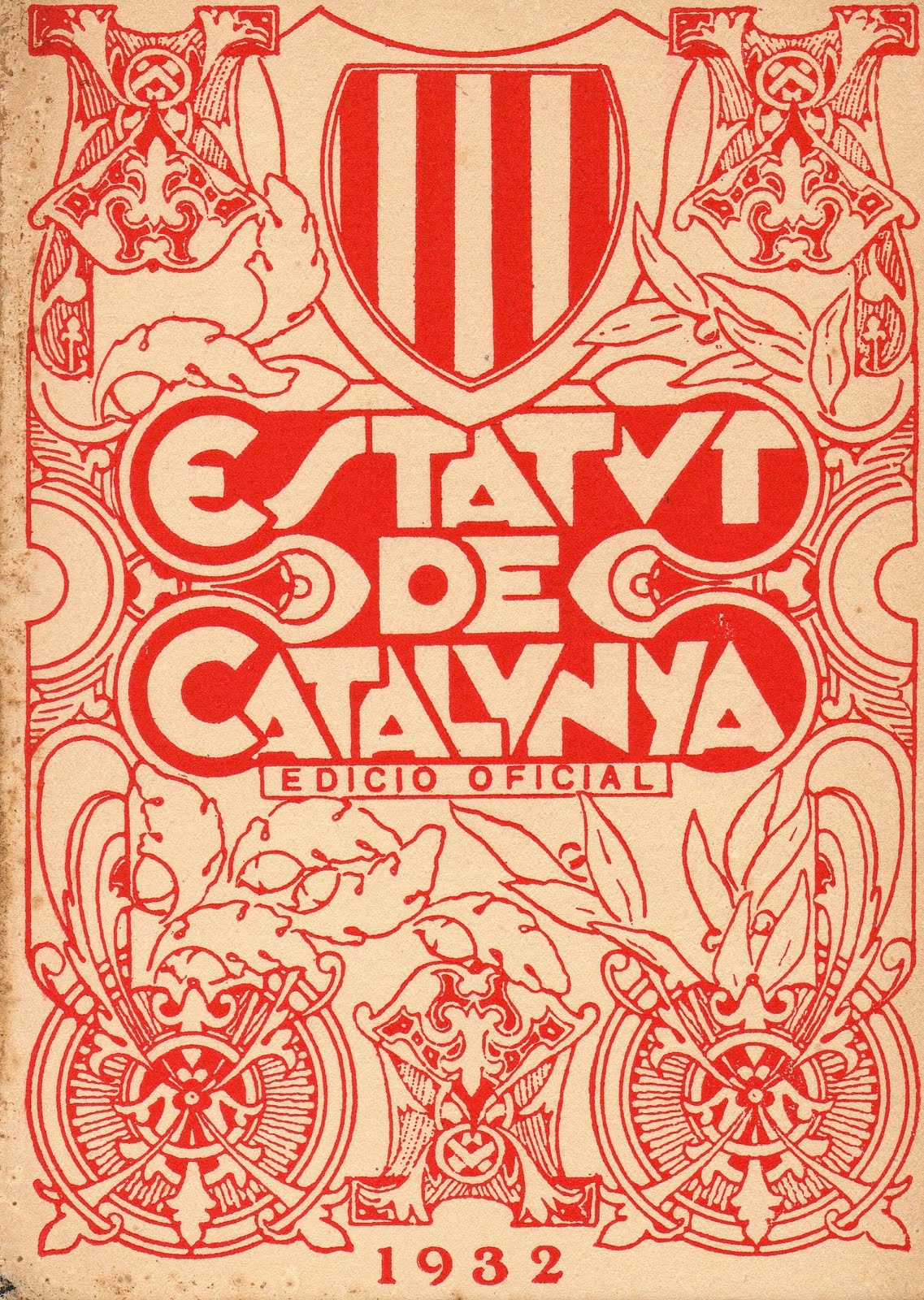
Portada de l'edició oficial de l'Estatut d'Autonomia de 1932.

- Proclamació de la Segona República Espanyola - 14 d'abril de 1931.
- Francesc Macià proclama la República Catalana - 14 d'abril de 1931 i aconsegueix que...
  - El govern provisional de la República Espanyola restauri la Generalitat de Catalunya, substituint l'ansdita Repúbica Catalana - 17 d'abril de 1931.
  - El govern provisional de la República aprova el decret d'organització provisional de la Generalitat - 28 d'abril de 1931.
  - Les Corts de la República aproven l'Estatut d'Autonomia de 1932 - 9 de setembre de 1932.
- Constitució del Parlament de Catalunya, recuperant així Catalunya la capacitat de legislar el seu propi dret públic, administratiu i civil - 20 de novembre de 1932.
- El Parlament aprova l'Estatut Interior de Catalunya - 25 de maig de 1933.

Presidència de Lluís Companys
- Fundació del Tribunal de Cassació, màxim òrgan judicial de la Generalitat, tenia jurisdicció última en dret civil i en dret administratiu pel que feia a la legislació autònoma, així com jurisdicció completa en dret civil català. No obstant, no en posseïa en els àmbits penal i polític - 5 de març de 1934.
- El Parlament aprova la Llei sobre la capacitat jurídica de la dona i dels cònjuges, que elimina el principi d’autoritat del marit i estableix la igualtat entre la parella - 19 de juny de 1934.
- El Parlament de Catalunya aprova la Llei de Contractes de Conreu - 1934.
- Fets del sis d'octubre: el 1934, la CEDA (Confederación Española de Derechas Autónomas) passa a formar part del govern espanyol. En resposta, Lluís Companys proclama l'Estat Català de la República Federal Espanyola. El govern de la República suspèn l'Estatut d'Autonomia i el règim autonòmic i empresona la totalitat del govern de la Generalitat - 6 i 7 d'octubre de 1934.
- El Parlament aprova la Llei de Successió Intestada - 7 de juliol de 1936.
- Cop d'estat militar del contra la República constitucional, que donarà lloc a la Guerra Civil Espanyola - 18 de juliol de 1936.

Dictadura franquista
- La dictadura franquista decreta l'abolició de la Generalitat i la derogació de l'Estatut d'Autonomia de 1932. Es persegueix novament la llengua catalana - 5 d'abril de 1938.
- La dictadura franquista decreta l'abolició completa de la legislació catalana, així com les sentències del Tribunal de Cassació, privant així al dret civil català de fonts de producció - 8 de setembre de 1939.
- Espanya és rebutjada com a membre de les Nacions Unides,[12] i no serà acceptada fins a deu anys més tard.[13] - 1945.
- Barcelona obté la Carta Municipal, document que estableix el règim especial del municipi de Barcelona. Es considera una victòria personal de l'alcalde franquista del moment, Josep Maria de Porcioles - 1960.
- Les Corts Espanyoles aproven la Compilació del dret civil especial de Catalunya - 21 de juliol de 1960.
- Segon Congrés Jurídic Català. S'hi proposa la revisió de la l'aplicació de la Compilació del Dret Civil de Catalunya, l'estatut de la dona, la filiació, la paternitat i l'empresa agrícola - 1971.

Restauració de la Generalitat

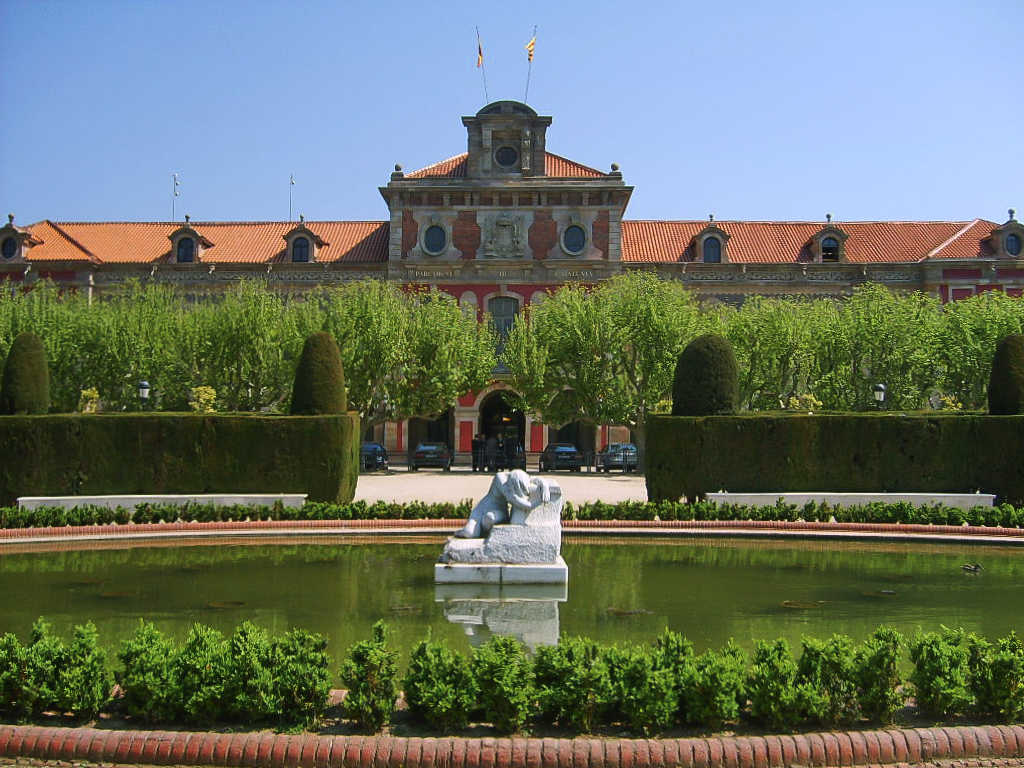
Parlament de Catalunya, situat al Parc de la Ciutadella, a Barcelona.

- Josep Tarradellas, 125é President de la Generalitat de Catalunya torna de l'exili. Es restableix provisionalment la Generalitat - 1977.
- La institució del Sometent és dissolta definitivament per un reial decret del govern espanyol - 1978.[14]
- Aprovació de l'Estatut d'Autonomia de 1979.
- El Congrés dels Diputats aprova la Llei Orgànica d'Harmonització del Procés Autonòmic (LOAPA), amb el vot favorable dels socialistes - 30 de juny de 1982.
- El Tribunal Constitucional d'Espanya resol el recurs previ d'inconstitucionalitat sobre la LOAPA - 13 d'agost de 1983.[15]
- Refundació dels Mossos d'Esquadra com a policia de Catalunya - 1983.
- El Parlament de Catalunya aprova la Llei 13/1984, del 20 de març, adaptant la Compilació del dret civil especial de Catalunya de 1960 al nou ordre democràtic - 1984.
- Fundació del Tribunal Superior de Justícia de Catalunya, màxim òrgan judicial espanyol en territori català - 23 de maig de 1989.
- Aprovació del Codi de successions per causa de mort en el dret civil de Catalunya - 1991.
- Entrada en vigor del Tractat de Maastricht, establint la Unió Europea. Es crea la ciutadania europea, amb drets, llibertats i proteccions legals pròpies, d'acord amb la legislació europea - 1 de novembre de 1993.
- El Parlament de Catalunya aprova la Llei 10/1998, de 15 de juliol, d'unions estables de parella, reconeixent per primera vegada a l'estat espanyol la unió de parelles del mateix sexe - 1998.[16]

### Segle XXI

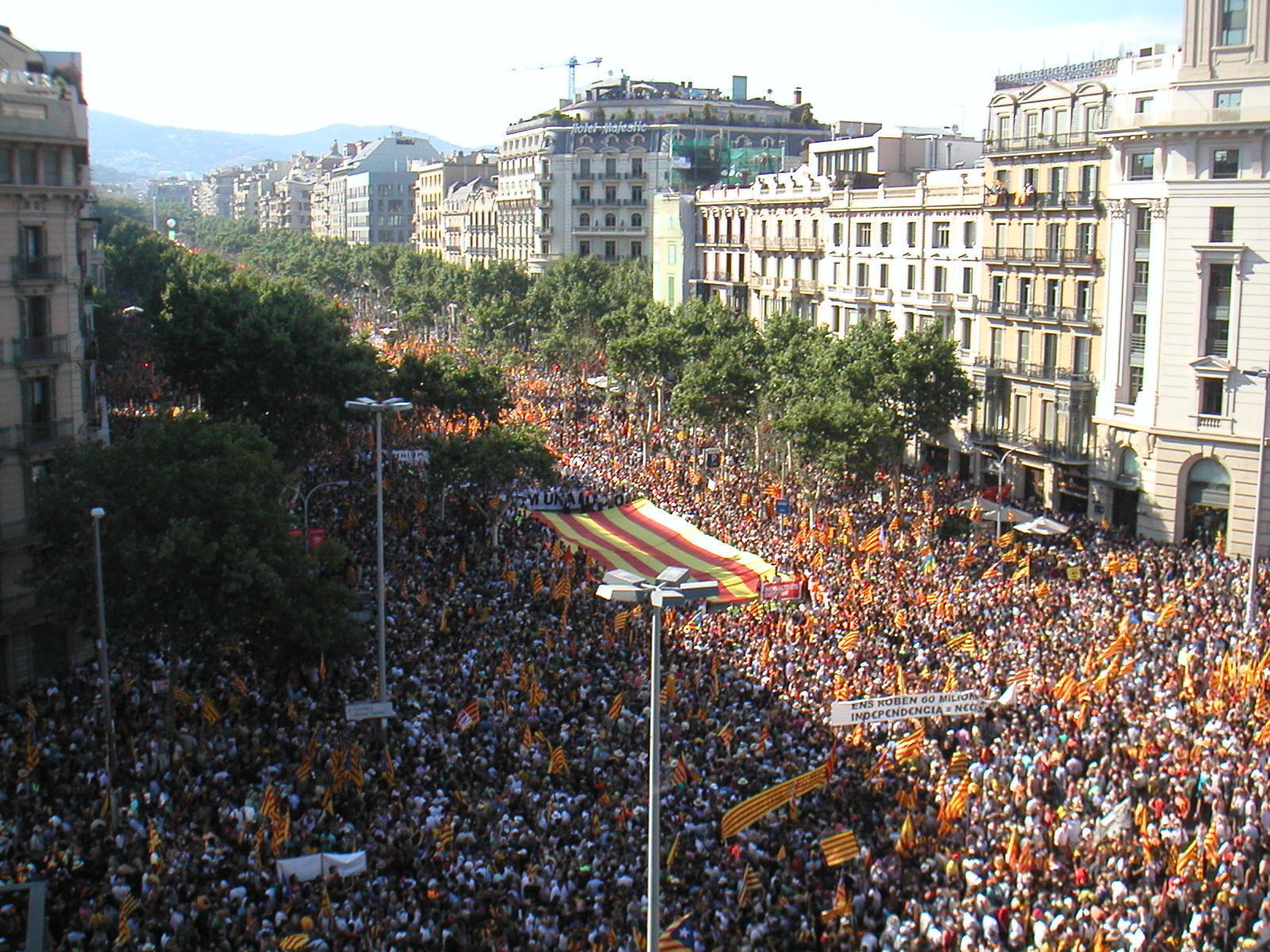
Manifestació del 10 de juliol de 2010, en resposta a la sentència del Tribunal Constitucional, que retallava l'abast i certes competències clau de l'Estatut d'Autonomia de 2006.

- El Parlament de Catalunya aprova la Llei 29/2002, del Llibre Primer del Codi Civil de Catalunya, relatiu a les disposicions generals. Inclou les disposicions preliminars i la regulació de la prescripció i de la caducitat. - 30 de desembre de 2002.
- El Parlament de Catalunya aprova el projecte de reforma de l'Estatut d'Autonomia - 30 de setembre de 2005.[17]
- El Tribunal Constitucional espanyol falla, en una polèmica sentència, en contra de diversos articles i disposicions de l'Estatut d'Autonomia i en reintepreta restrictivament d'altres, especialment pel que fa a la descentralització del Poder Judicial a Catalunya, el finançament, l'estatus preferent de la llengua catalana o la declaració de Catalunya com a nació en el preàmbul - 28 de juny de 2010
- El Parlament aprova el Llibre Sisè del Codi Civil de Catalunya, relatiu a les obligacions i els contractes. Conté la regulació d’aquestes matèries, inclosos els contractes especials i la contractació que afecta els consumidors. Amb aquesta aprovació es dóna per finalitzada la codificació del dret civil català. - 8 de febrer de 2017.
- El Parlament aprova la Llei de reparació jurídica de les víctimes del franquisme, declarant il·legals i nuls, a Catalunya, els tribunals i consells de guerra de la dictadura franquista, així com totes les seves sentències i resolucions - 29 de juny de 2017.[18]
- El Parlament aprova la llei del Codi Tributari de Catalunya i els Llibres Primer, Segon i Tercer del Codi - 28 de juliol de 2017.